# Комарно
 Тази статия е за града в Словакия.  За окръг вижте Комарно (окръг).  За градчето в Украйна вижте Комарно (Украйна).
Комарно (на словашки: Komárno; на немски: Komorn; на унгарски: Komárom) е град в окръг Комарно, Нитрански край в Словакия. Градът е разположен в южната част на страната, лежи при сливането на река Вах в Дунав, а територията му се простира и върху големия речен Житни остров. Надморската височина е между 108 и 115 м.
Комарно е исторически град на двата бряга на Дунав. Такъв остава до края на Първата световна война, когато новата граница разделяща Унгария и новата държава Чехословакия разделя града на две и създава два отделни нови града. По-малката част на основаваща се главно на квартала Ужони (на унгарски: Újszőny), остава на територията на Унгария и става днешният град Комаром (историческото унгарско име на целия град). Комарно и Комаром са свързани чрез мост през Дунав който е и гранично-контролно пропускателен пункт между Унгария и Словакия, днес с доста отслабен режим тъй като и двете страни са членки на ЕС и са в шенгенската зона.
Комарно е основното пристанище на Дунав за Словакия. Тъй като от над 37 хилядното население на града мнозинството са унгарци, Комарно е център и на унгарската общност в Словакия (най-значимото етническо малцинство около 10% от цялото население на страната).

## Име
В исторически извори днешният град се споменава от векове с множество форми на името си в документ от 1075 г. е Камарум. По-сетне се споменава селището Камарн(иенсис) / Комарн(иенсе) (1218), Камарум (Kamarum; 1266), Камарум (Camarum; 1268), Камар (1283) и редица други, например Камарон, Комарон (между 1372 – 1498). Вила Камарун е едно от 23-те селища принадлежащи на имението на Комаромската крепост.

## История
Археологическите находки в града и околностите му датират от неолита, енеолита, бронзовата ера и ранния славянски период. По-късно, към края на 1 век, в района се заселват и келтите.
През 1 век римляните завладяват региона и го присъединяват към създадената провинция Панония (днес Трансдунавия). Тук на южния бряг на Дунав, римляните създават военният лагер и селище Бригетио. Издигната е верига от фортификационни укрепления по дунавския бряг защитаващи селището. Римляните имат контрол над Панония до 4 век когато са постепенно изтласкани усилващите се атаки на варварски племена.
От късния 8 век до ранния 10 век днешните околности на Комарно принадлежат на Нитранското княжество и Великоморавия. В ранни 10 век тези земи попадат под контрола на маджарските племена.
Крал Бела IV в своя грамота от 1 април 1265 г., дава на селището градски статут и привилегии. Тези привилегии допринасят за развитието на средновековно Комарно, подпомагайки разцвета на търговията и занаятчийството. Средновековно Комарно изживява голям разцвет по време на управлението на Матияш Корвин. Той издига ренесансов дворец в крепостния комплекс, който посещава за отмора и развлечения. Матияш Корвин създава кралска флотилия в Дунав, която използва Комарно като основна база по време на войните с Османската империя. През 16 век става един от отбранителните центрове на Хабсбургската империя срещу експанзията на Османската империя. Все пак градът и крепостта попадат под контрола на османците за кратко между 1594 – 1599 г. През 18 век, когато османците на-сетне са отблъснати от региона започва отново период на разцвет за Комарно, един от най-големите градове в това време в империята. В своя грамота от 16 март 1745 г. Мария Тереза Австрийска дава на Комарно статутът и привилегиите на свободен кралски град.

## Личности
- - Родени в Комарно
- Иван Рейтман (1946-), филмов продуцент и режисьор, роден тукере, но израснал в Канада;
- Франц Лехар (1870 – 1948), композитор;
  - Свързани с Комарно
- Ханс Селие (1907 – 1982), биолог.

## Побратимени градове
- Бланско, Чехия
- Комаром, Унгария
- Кралупи над Вълтава, Чехия
- Лието, Финландия
- Себеш, Румъния
- Терезин, Чехия
- Вайсенфелс, Германия